# Denkmal für Flieger der Fernfliegerkräfte

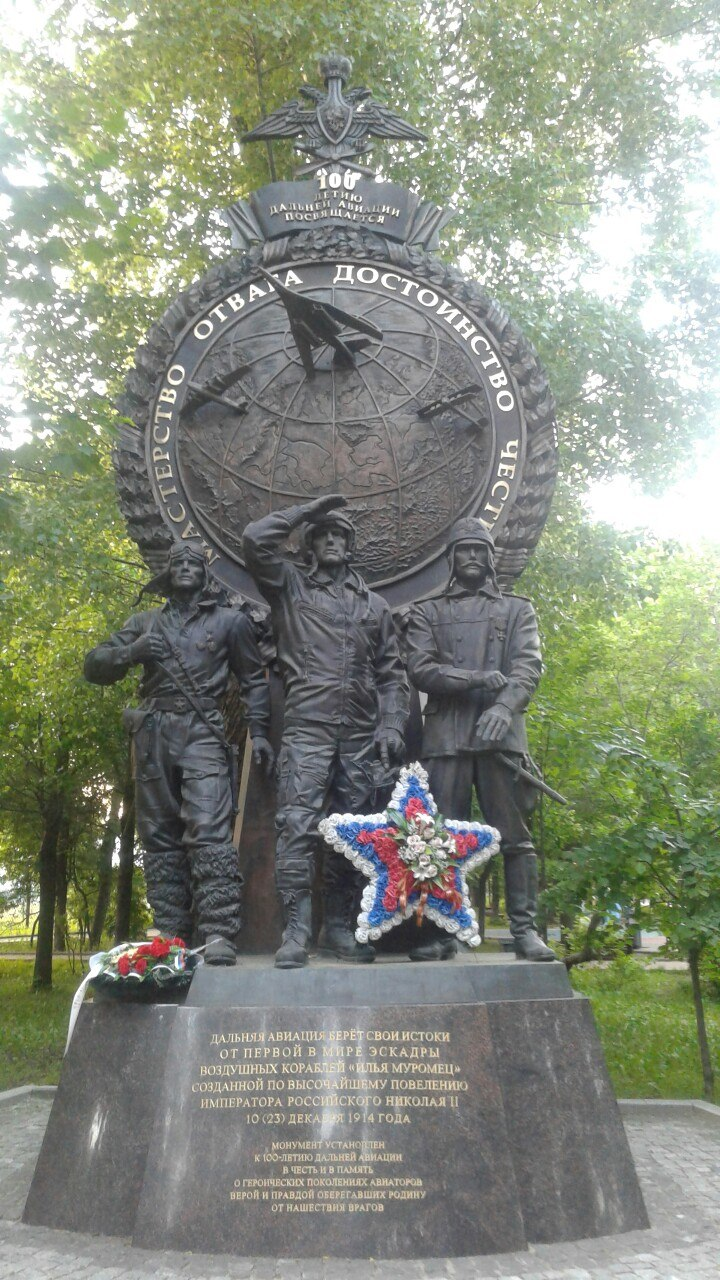
Denkmal (2018)

Das Denkmal für Flieger der Fernfliegerkräfte (russ. Памятник лётчикам Дальней авиации, transkribiert. Pamjatnik ljottschikam Dalnei awiazii) ist ein russisches Denkmal in Moskau im Frauenfeld-Stadtpark an der Großen Pirogowskaja-Straße und wurde 2014 errichtet.

## Geschichte
Die russischen Fernfliegerkräfte wurden auf Befehl Nikolaus’ II. vom 10. Dezemberjul. / 23. Dezember 1914greg. als Luftschiffgeschwader (russ. Эскадра воздушных кораблей. ЭКВ) gegründet. Es handelte sich um die weltweit erste Bombereinheit, mit der viermotorigen Sikorsky Ilja Muromez als weltweit erstem schweren Bomber. Nach der Oktoberrevolution wurde die Entwicklung der Fernfliegerkräfte vorangetrieben. Während des Zweiten Weltkriegs flogen die sog. Fernflieger diverse Einsätze, die hauptsächlich propagandistischer Art waren und auch die Zivilbevölkerung trafen. Militärischen oder gar strategischen Sinn besaßen sie nicht.
Nach dem Krieg wurden die Fernfliegerkräfte mit neuen Flugzeugen sowie Nuklearwaffen zweitschlagtauglich.
Die Idee zur Errichtung des Denkmals der Fernfliegerkräfte erwuchs im Kommando der Fernfliegerkräfte und der Gesellschaft von Veteranen der Fernfliegerkräfte. Als Standort wurde 2004 das Zentrum des Frauenfeldparks bestimmt (nahe dem Hauptquartier der Fernfliegerkräfte) und durch ein Steinzeichen markiert. Das Denkmal wurde zum hundertsten Jahrestag der Fernfliegerkräfte am 12. November 2014 in Anwesenheit des Verteidigungsministers Sergei Schoigu, des Kommandeurs der Fernfliegerkräfte Anatoli Schicharjow, des ehemaligen Kommandeurs Wassili  Reschetnikow, Vertreter Tupolews und anderen enthüllt und von einem Geistlichen der Russisch-Orthodoxer Kirche geweiht.
Die Schöpfer sind der Bildhauer Salawat Schtscherbakow und der Architekt Igor Woskressenski.

## Beschreibung
Das Hauptelement des Denkmals bilden drei Pilotenskulpturen. Links steht ein Pilot der Ilja Muromez, mit Ausrüstung aus dem Ersten Weltkrieg, die aus dem St. Georg-Orden und einem Kortik besteht. Rechts befindet sich ein Pilot der Petljakow Pe-8 mit dem Orden Held der Sowjetunion. Zwischen den beiden steht ein Pilot der Tupolew Tu-160. Über jedem der Piloten ist jeweils das entsprechende Flugzeug an einem Globus befestigt. Der Globus ist von einem Kranz und der Devise der Fernfliegerkräfte umrahmt: «Мастерство. Отвага. Достоинство. Честь» («Meisterschaft. Mut. Würde. Ehre.») Der Globus ist zudem mit einem Doppeladler gekrönt. Die Komposition steht auf einem Granitsockel.